# Pelé (película de 2021)
Pelé es una película documental biográfica de 2021 sobre el futbolista brasileño Pelé. La película fue producida y distribuida por Netflix y dirigida por Ben Nichols y David Tryhorn. Kevin MacDonald, Jon Owen, y Jonathan Rogers sirvieron productores ejecutivos.
Pelé se estrenó el 23 de febrero de 2021 en Netflix.

## Recepción
Deborah Ross dijo que la película no contenía nada que no se pudiera encontrar en Wikipedia. Andrew Pulver para The Guardian, Charlotte O'Sullivan para Evening Standard, Danny Leigh para Financial Times y Tara Brady para The Irish Times otorgaron a la película tres de cinco estrellas. Jordan Mintzer de The Hollywood Reporter describió la película como una "biografía pulida y bien intencionada", pero no "inspiró amor y asombro".